# Frafra (Sprache)
Frafra, auch Farefare, ist die Sprache der Volksgruppe der Frafra, die im Norden Ghanas sowie in Burkina Faso gesprochen wird.
Insgesamt sprechen diese Sprache etwa 820.000 Sprecher (2003) mit dem Schwerpunkt in der Upper East Region (etwa 656.000 Sprecher) und mindestens 164.000 Sprechern in verschiedenen Städten der anderen Regionen. Verbreitet ist die Sprache in der Upper East Region im Nordosten von Ghana in der Nähe von Bolgatanga, Frafra District und westlich bis zum Sprachgebiet Navrongo. Sie wird auch in Burkina Faso von ca. 200.000 Menschen gesprochen.
Alternative Namen von Frafra: Farefare, Gurenne, Gurune, Nankani. Dialekte: Gurune (Gudenne, Gurenne, Gudeni, Zuadeni), Nankani (Naani, Nankanse), Booni, Talni (Talensi, Talene), Nabt (Nabit, Nabde, Nabte, Nabdam, Nabdug, Nabrug, Nabnam, Namnam). Es gibt 5 Hauptdialekte und viele weitere. Die Dialekte sind nach der geographischen Verbreitung und den ethnischen Grenzen unterschieden. Einige Dialekte werden nach Städten und Orten bezeichnet. Die Sprecher sehen Dagaare als verwandt an.

## Orthographie
Frafra benutzt das Lateinische Alphabet ohne die Verwendung der Buchstaben c, j, q, x, wird jedoch durch die Buchstaben ɛ, ɔ, ŋ, and ɣ ergänzt.
| Lautschrift | Gurunɛ | Beispiel                  | Deutsch                           |
| ----------- | ------ | ------------------------- | --------------------------------- |
| /a/         | a      | ya /ja/                   | die Häuser                        |
| /a:/        | aa     | gaarɛ /ga:ɹɛ/             | (eine Art Bohnenkuchen)           |
| /ɛ/         | ɛ      | ɛkɛ /ɛkɛ/                 | fliegen                           |
| /e/         | e      | zoore /zo:ɹe:/            | Berg/Hügel                        |
| /ẽ/         | ẽ      | tẽŋa                      | Stadt                             |
| /ɪ/         | ɩ      | taablɩ /ta:blɪ/           | der Tisch (aus dem Französischen) |
| /i/         | i      | piika /pi:ka/             | klein                             |
| /ɔ/         | ɔ      | ɔɔrɔ /ɔ:ɹɔ/               | kalt                              |
| /o/         | o      | toma toma /to:.ma.to:.ma/ | äquivalent zu „Hallo“             |
| /ʊ/         | ʋ      | teebʋl /te:bʊl/           | der Tisch (aus dem Englischen)    |
| /u/         | uu     | buulika /bu:lika/         | der Morgen                        |

## Begrüßungen
| Gurunɛ    | Lautschrift     | Deutsch                                            |
| --------- | --------------- | -------------------------------------------------- |
| Buulika   | /bu:lika/       | Morgen (Begrüßung am Morgen)                       |
| Wuntɛŋa   | /ˈvʊntɛŋa/      | Sonne (Begrüßung mittags)                          |
| Zaanure   | /za:juɻɛ/       | Abend (Begrüßung am Abend)                         |
| Zaare     | /za:r̝e/         | Willkommen                                         |
| Toma Toma | /to:.ma.to:.ma/ | äquivalent zu „Hallo“ (Begrüßung zu jeder Uhrzeit) |
| Nambaa    | /ˈnaːmba:/      | Antwort auf obenstehende Begrüßungen               |

## Geographie
| Deutsch    | Gurunɛ     |
| ---------- | ---------- |
| Afrika     | Afrika     |
| Amerika    | Amerika    |
| Antarktis  | Antarktika |
| Asien      | Asia       |
| Australien | Australia  |
| Europa     | Europa     |
| Ozeanien   | Okeania    |

Solemitiŋa heißt so viel wie „Land der Weißen“ und bezeichnet alle nicht-afrikanischen Länder.
Solemine steht für theoretisch für alle nicht-afrikanische Sprachen, wird aber praktisch nur für Englisch benutzt.